# Водино (Самарская область)
Водино — село в Красноярском районе Самарской области в составе городского поселения Новосемейкино.

## География
Находится на расстоянии примерно 23 километра по прямой на восток от районного центра села Красный Яр.

## История

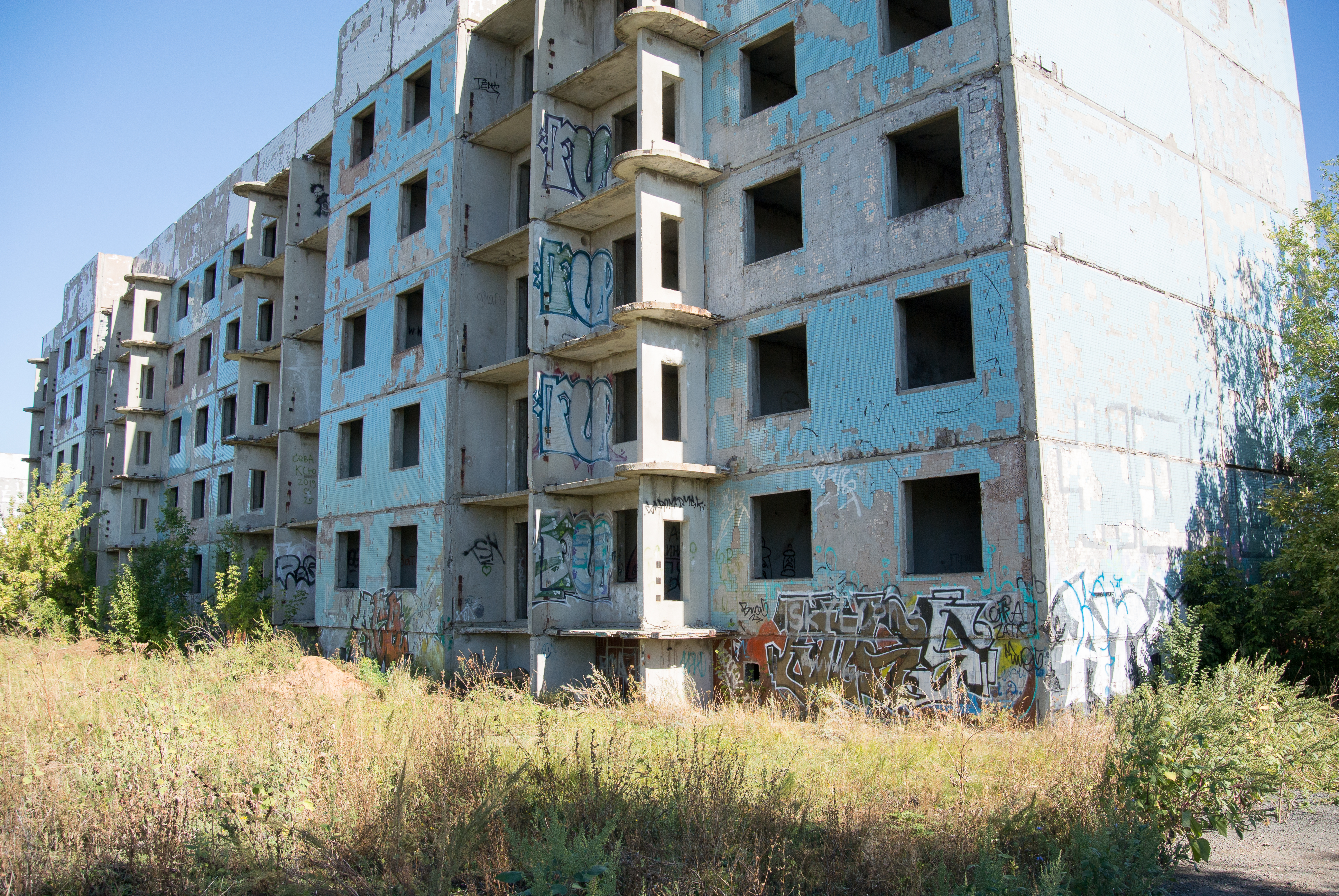
Недостроенный рабочий посёлок недостроенного домостроительного комбината, Водино, Самарская область, Россия

Основано в XIX веке украинскими переселенцами из Полтавской губернии. Изначальное название хутор Водяной (упоминался в 1859 году). В 1910 году упоминается уже как село Водяное, где 335 дворов и 1700 жителей, церковь и школа.

## Население
Раньше большую часть населения составляли украинцы.
Постоянное население составляло 128 человек в 2002 году, 208 в 2010 году. Село имеет дачный характер.

## Достопримечательности
Два больших и два малых водохранилища, стольни и серный карьер.